# Андрайнш
Андрайнш (порт. Andrães)  —  населённый пункт и район в Португалии,  входит в округ Вила-Реал. Является составной частью муниципалитета  Вила-Реал. По старому административному делению входил в провинцию Траз-уж-Монтиш и Алту-Дору. Входит в экономико-статистический  субрегион Доуру, который входит в Северный регион. Население составляет 1511 человек на 2001 год. Занимает площадь 20,48 км².
Покровителем района считается Иаков Зеведеев (порт. São Tiago). 

## История
Район основан в 1208 году